# Hydrillodes erythusalis
Hydrillodes erythusalis là một loài bướm đêm trong họ Noctuidae.